# Naafbach
Der Naafbach ist ein knapp 22,7 km langer, linker bzw. östlicher Zufluss der Agger im Rheinisch-Bergischen Kreis und Rhein-Sieg-Kreis in Nordrhein-Westfalen, Deutschland.

## Geographie

### Verlauf
Der im Bergischen Land und Naturpark Bergisches Land verlaufende Naafbach entsteht in den Südausläufern des Heckberger Waldes (Heck) aus zwei Quellbächen:
- Der westliche Quellbach (0,8 km lang), auf den sich die Naafbach-Kilometrierung von knapp 22,7 km Länge bezieht, entspringt im Rheinisch-Bergischen-Kreis an der Südostflanke des Kleinen Heckbergs (348,1 m ü. NHN). Seine Quelle befindet sich in der Gemarkung von Overath zwischen dem unweit westlich liegenden Dorf Federath und dem etwa 580 m südöstlich gelegenen Hof Siebelsnaaf auf etwa 312 m Höhe. Das Waldgebiet seines Ursprungs verlassend fließt er südsüdostwärts nach Abelsnaaf, um sich mit dem östlichen Quellbach zum Naafbach zu vereinen.

- Der östliche Quellbach (0,9 km lang) entspringt auf der Grenze des Rheinisch-Bergischen-Kreises zum östlich gelegenen Rhein-Sieg-Kreis im Übergangsbereich der südlichen Flanken des Kleinen Heckbergs zum Heckberg (383,4 m). Sein Ursprung liegt auf der Grenze der Gemarkungen von Overath und Much zwischen dem Hof Siebelsnaaf im Westen, dem Weiler Esinghausen im Osten und dem Dorf Heckhaus auf etwa 320 m Höhe. Den Waldrand bei seiner Quelle verlassend und den Neverbach aufnehmend fließt er südwestwärts nach Abelsnaaf, um sich mit dem westlichen Quellbach zum Naafbach zu vereinen.

Fortan verläuft der Naafbach vorrangig entlang der Grenze zum Rhein-Sieg-Kreis nach Südwesten vorbei an Schommelsnaaf, wo der Brungssiefen einmündet, und Bixnaaf, wo der Hentgesnaafer Siefen zufließt, nach Breitenstein (alle zu Overath). Dann erreicht der Bach nach Zufluss des kleinen Birkenbachs die Overather Fischermühle, wo er die Landesstraße 312 unterquert und kurz darauf vom kleinen Siefenbach (Ölbach) gespeist wird.
Anschließend verläuft der Naafbach am Rieserhof (Much) und an der Schwellenbachermühle (Overath) vorbei, wonach der Kleine Naafbach, der kurz zuvor die Blindenaafermühle (Blindenaafer Mühle) passiert, einmündet. Danach passiert er Büchel (zu Overath) und den Klauserhof (Much) und fließt kurz darauf – etwas südlich vom abseits des Bachs gelegenen Viersbrücken (Overath) – endgültig in den Rhein-Sieg-Kreis ein. Hiernach fließt der Bach nach Süden und nimmt den Holzbach (bei Kuckenbach) auf. Danach verläuft er weiter südwärts nach Ingersauel, umkurvt es in einer Rechtskurve, und passiert dann südwestwärts Büchel, die Naafmühle und Bloch (alle zu Lohmar).
Nach Zufluss des Wenigerbachs, der beim etwas abseits beider Bäche liegenden Wahlen (zu Neunkirchen-Seelscheid) einmündet und längster Naafbach-Zufluss ist, erreicht der Naafbach den Weiler Kreuznaaf (zu Lohmar), um nach Unterqueren der Bundesstraße 484 auf 66 m Höhe in den dort etwa von Norden heran fließenden Sieg-Zufluss Agger zu münden.
Auf seinem Weg erfährt der Fluss 246 m Höhenunterschied, was einem mittleren Sohlgefälle von 11 ‰ entspricht.

### Einzugsgebiet und Zuflüsse
Das Einzugsgebiet des Naafbachs ist 45,869 km² groß und entwässert über Agger, Sieg und Rhein zur Nordsee.
| Stat. in km | Name                               | GKZ        | Lage   | Länge in km | EZG in km² | Mündung                                   | Mündungshöhe in m ü. NHN |
| ----------- | ---------------------------------- | ---------- | ------ | ----------- | ---------- | ----------------------------------------- | ------------------------ |
| 021,80      | östlicher Quellfluss des Naafbachs | 272878-112 | links0 | 000,9120    |            | bei Abelsnaaf; von Nordosten              | 26100000                 |
| 020,50      | Brungssiefen                       | 272878-114 | rechts | 001,1710    |            | bei Schommelsnaaf; von Norden             | 23400000                 |
| 019,50      | Hentgesnaafer Siefen               | 272878-12  | rechts | 001,2570    |            | bei Bixnaaf; von Norden                   | 22300000                 |
| 017,80      | Ohligsbach                         | 272878-14  | links0 | 001,7240    |            | bei Breitenstein; von Nordosten           | 20200000                 |
| 016,20      | Birkenbach                         | 272878-16  | links0 | 001,9860    |            | bei Fischermühle; von Ostnordosten        | 17800000                 |
| 016,10      | Siefenbach, auch Ölbach            | 272878-2   | links0 | 001,9690    | 0001,4190  | bei Fischermühle; von Ostsüdosten         | 17600000                 |
| 015,80      | Bach von Niedergrützenbach         | 272878-32  | rechts | 001,5250    |            | unterhalb Fischermühle; von Norden        | 17300000                 |
| 015,20      | Kühlingsbach                       | 272878-34  | links0 | 001,440     |            | unterhalb Fischermühle; von Süden         | 16600000                 |
| 013,70      | Kleiner Naafbach                   | 272878-4   | rechts | 003,8250    | 0004,0850  | nach der Schwellenbachermühle; von Norden | 14500000                 |
| 013,10      | Bonnensiefen                       | 272878-52  | rechts | 000,9620    |            | bei Büchel; von Norden                    | 14500000                 |
| 012,70      | Siegburger Siefen                  | 272878-54  | links0 | 001,4290    |            | bei Klauserhof; von Osten                 | 14100000                 |
| 012,40      | Mühlensiefen                       | 272878-552 | links0 | 001,010     |            | bei Klauserhof; von Süden                 | 13800000                 |
| 011,60      | Eulenbach                          | 272878-56  | rechts | 001,460     |            | bei Viersbrücken; von Norden              | 13600000                 |
| 011,60      | Kaltenbonnsiefen                   | 272878-572 | rechts | 001,0650    |            | bei Viersbrücken; von Westen              | 13500000                 |
| 010,90      | N.N.                               | 272878-58  | rechts | 000,960     |            | bei Kern; von Westen                      | 12900000                 |
| 009,20      | Steinenbach                        | 272878-592 | links0 | 001,3060    |            | bei Meisenbach; von Nordosten             | 11800000                 |
| 008,40      | Holzbach                           | 272878-6   | links0 | 002,9740    | 0002,5470  | bei Kuckenbach; von Osten                 | 11200000                 |
| 007,50      | Siefer Bach, auch Siefenbach       | 272878-72  | rechts | 002,1330    |            | bei Ingersauel; von Nordwesten            | 10500000                 |
| 007,40      | Hellenbach                         | 272878-74  | links0 | 002,4760    |            | bei Ingersauel; von Osten                 | 10400000                 |
| 006,10      | N.N.                               | 272878-76  | rechts | 001,5190    |            | bei Naafmühle; von Norden                 | 9900000                  |
| 006,00      | N.N.                               | 272878-78  | rechts | 001,4690    |            | bei Naafmühle; von Norden                 | 9800000                  |
| 005,20      | N.N.                               | 272878-794 | rechts | 001,0580    |            | bei Naafmühle; von Norden                 | 9400000                  |
| 003,60      | Wenigerbach                        | 272878-8   | links0 | 008,7380    | 0007,0680  | bei Wahlen; von Süden                     | 8400000                  |
| 001,90      | Pferdesiefen                       | 272878-84  | links0 | 001,5490    |            | bei Hausen; von Norden                    | 8100000                  |
| 001,80      | Ürmich                             | 272878-94  | links0 | 001,9060    |            | bei Grimberg; von Südosten                | 7700000                  |

Anmerkungen zur Tabelle
1. ↑  Gewässerkennzahl, in Deutschland die amtliche Fließgewässerkennziffer mit zur besseren Lesbarkeit eingefügtem Trenner hinter dem Präfix, das einheitlich für den allen gemeinsamen Vorfluter Naafbach steht.

## Umwelt

### Flora und Fauna
Im Naafbach sind Groppe und Bachneunauge heimisch. Außerdem ist der Naafbach Besatzbach für die Wiederansiedlung des Lachses. Im Naafbachtal sind der Rote Milan, Eisvogel, Schwarz- und Grünspecht zu beobachten.
Am Naafbach wechseln Hainsimsen-Buchenwald, Sternmieren-Eichen-Hainbuchenwald und Erlen-Eschenwald mit Weiden und Mähwiesen ab. Hier gedeihen Rohrglanzgras-Röhricht, Seggenriede und Mädesüß.

### Denkmal- und Naturschutz
Um 1980 wurden alle schützenswerten Anwesen und Häuser im Tal des Naafbachs unter Denkmalschutz gestellt. Das Tal – mit Ausnahme des kurzen Abschnitts des westlichen Quellbachs vom Ursprung bis nach Abelsnaaf – mit den meisten Nebentälern wurde unter Naturschutz gestellt: Es gibt die Naturschutzgebiete Naafbachtal (1989 gegründet; 852,39 ha) und Oberes Naafbachtal (2005 gegründet; 11,42 ha), wobei letzteres am östlichen Quellbach und entlang eines kleinen Bachabschnitts unterhalb von Abelsnaaf liegt.

### Talsperre

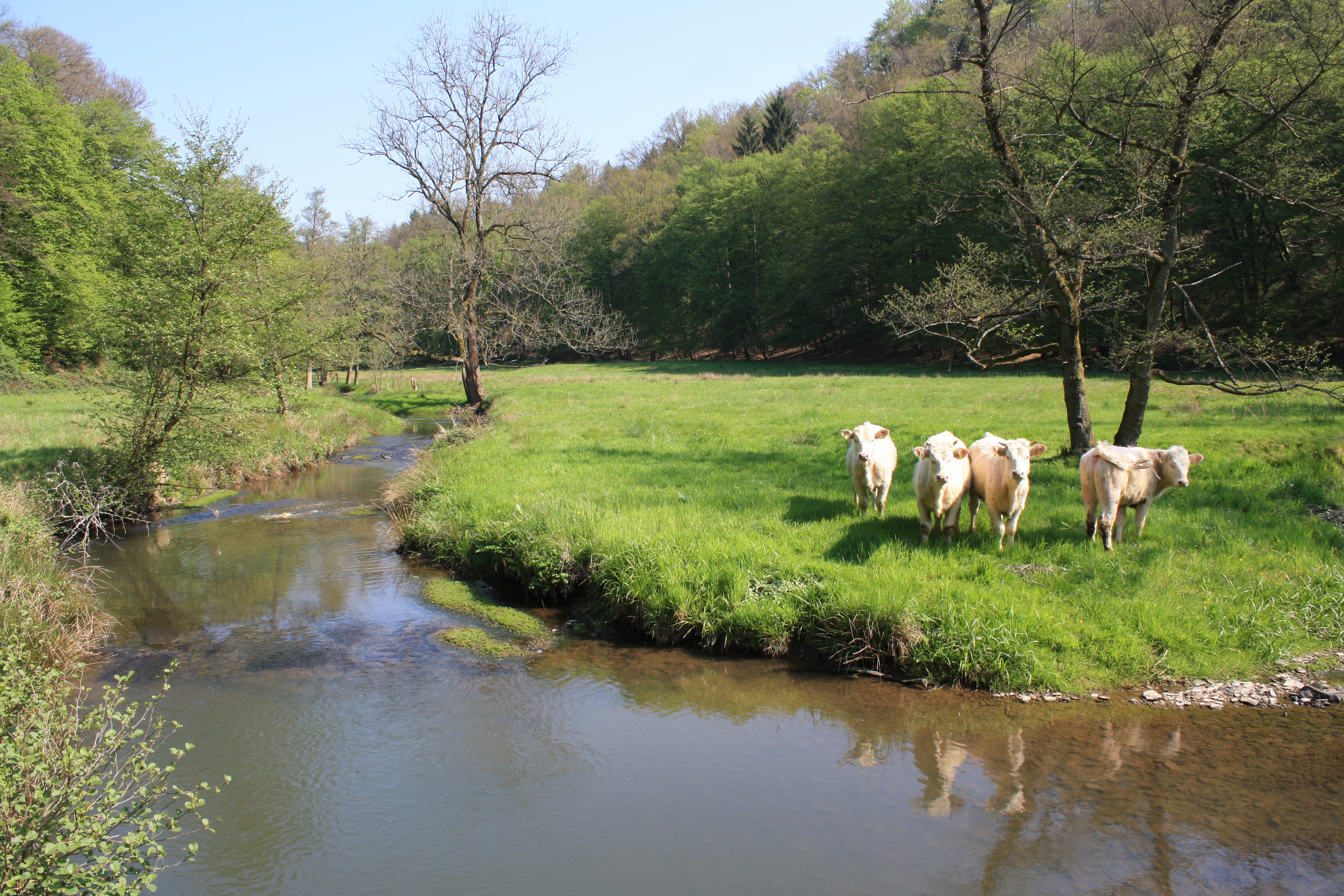
Rinderweide im Naafbachtal

Zur Trinkwasserversorgung der Städte Köln und Bonn wurde bereits um 1930 geplant, den Naafbach aufzustauen und als Trinkwassertalsperre zu nutzen. Hierdurch unterblieben größere Bautätigkeiten im Tal.
1973 gab es feste Planungen, mit dem Talsperrenbau 1980 zu beginnen. Über entsprechende Landesmittel erwarb der beauftragte Aggerverband die dortigen Immobilien zu 60 Prozent. Für 1985 wäre dann die Fertigstellung avisiert gewesen.
Nach Bürgerprotesten wurde dann die Erforderlichkeit des Talsperrenbaus in Frage gestellt und die Planungen nicht weiter vorangetrieben. 1985 wurden die Landesmittel für die Talsperre eingestellt, die Option eines Talsperrenbaus bleibt aber weiterhin bestehen.

## Wandern

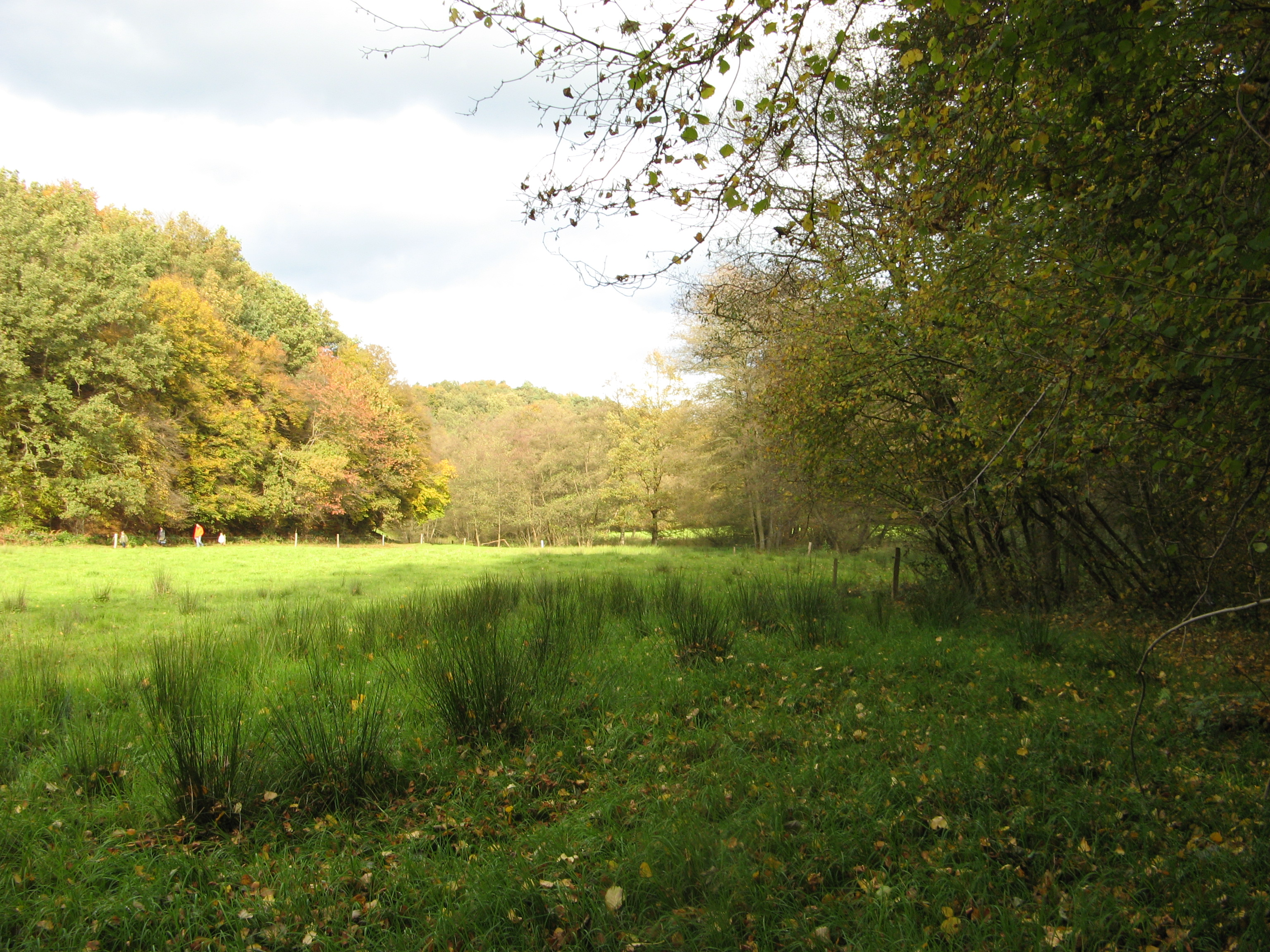
Am Wanderweg durchs Naafbachtal

Das Naafbachtal ist vor allem zu Fuß gut zu erkunden. Das Tal wird von den Weitwanderwegen des Sauerländischen Gebirgsvereins X22 und X29 durchquert.